# Пітер Кадіру
Пітер Кадіру (нім. Peter Kadiru; 24 червня 1997) — німецький професійний боксер, чемпіон літніх юнацьких Олімпійських ігор.

## Аматорська кар'єра
2014 року став срібним призером молодіжного чемпіонату світу, програвши у фіналі Дармані Року (США). Через чотири місяці на II Юнацьких Олімпійських іграх став чемпіоном, вигравши у фіналі у Дармані Рока.
У 2014 та 2015 роках перемагав на молодіжному чемпіонаті Європи. 2017 року переміг на молодіжному чемпіонаті Європи до 22 років.
На чемпіонаті Європи 2017 програв у другому бою.

## Професіональна кар'єра
В листопаді 2018 року оголосив про перехід до професійного боксу. Провів впродовж 2019—2024 років дев'ятнадцять боїв, в яких зазнав однієї поразки.